# Галактика (премія)
Премія «Галактика» (кит. 银河奖, піньїнь: yín hé jiǎng, акад. їньхе цзян), також знана як Galaxy Award, Yinhe Award — найпрестижніша в Китаї премія за найкращі твори в галузі наукової фантастики.
Премія заснована 1986 року як спільний проєкт двох китайських науково-популярних журналів: «Наука і мистецтво» (сучасна назва «Світ наукової фантастики» (кит.: 科幻世界) та «Дерево мудрості» (кит.: 智慧树). Після припинення існування «Дерева мудрості» журнал «Світ наукової фантастики» став єдиним організатором.

## Історія
Церемонія вручення премії проводиться щорічно. Категорії нагородження додаються і змінюються рік від року. Так, 2001 року премія отримала назву "Китайська науково-фантастична премія «Галактика», що поділялась на Премію «Галактика» та «Нагороду читачів». 2003 року була додана категорія «Найкращий дебютант».
2004 року премію не присуджували у категорії «Кращий дебютант», але було додано ще дві категорії: «Спеціальна премія» та «Найпопулярніший іноземний письменник-фантаст». Упродовж наступних років найпопулярнішими іноземними фантастами визнавались Лоїс Макмастер Буджолд, Дуглас Адамс, Роберт Соєр, Ніл Ґейман, Джордж Мартін та інші.
2005 року не присуджували «Спеціальну премію» та «Найкращий дебютант».
2007 року «Китайська науково-фантастична премія» була офіційно перейменована в "Премія «Галактика», з'явилася категорія «Найкраща обкладинка», в 2007 —2011 роках премія мала окремий розділ для творів-фентезі. З 2013 року, премія окремо надається за найкращий роман, найкращу повість і найкраще оповідання. Додана номінація «Найкращий переклад».
2015 року додатково присуджені премії в категоріях «Найкраща науково-фантастична гра» та «Спеціальна нагорода за заслуги», а 2017 року з'явилася категорія «Найкраща публікація в інтернеті».

## Лауреати премії з літератури
Зауваження:
- Деякі назви категорій надані в умовному перекладі.
- Таблиця не містить лауреатів премії в категорії «Вибір читачів» (кит.: 读者提名奖), відсутні також всі категорії, що стосуються видавництв, редакторів, ілюстраторів тощо.
- За відсутністю українських літературних перекладів назви творів українською надані умовно.

| Рік  | Категорія                              | Автор                           | Назва оригіналу                 | Назва українською                                    |                              |
| ---- | -------------------------------------- | ------------------------------- | ------------------------------- | ---------------------------------------------------- | ---------------------------- |
| 1986 | Визначені журналом «Наука і мистецтво» | Ву Сянькуй                      | 勇士冲向台风                    | «Герой рушає у тайфун»                               |                              |
| 1986 | Визначені журналом «Наука і мистецтво» | Мяо Ши                          | 不要问我从哪里来                | «Не питай, звідки я»                                 |                              |
| 1986 | Визначені журналом «Наука і мистецтво» | Кун Лян                         | 盗窃青春的贼                    | «Злодій, що вкрав молодь»                            |                              |
| 1986 | Визначені журналом «Наука і мистецтво» | Ян Чжипен                       | 青春的眷恋                      | «Юнацька ностальгія»                                 |                              |
| 1986 | Визначені журналом «Наука і мистецтво» | Вей Яхуа                        | 远方来客                        | «Гості здалеку»                                      |                              |
| 1986 | Визначені журналом «Дерево мудрості»   | Чи Фан                          | "鸡                             | «Курка»                                              |                              |
| 1986 | Визначені журналом «Дерево мудрості»   | Ван Сяода                       | 陶博士和电子锁的悲剧            | «Доктор Тао і трагедія електронних замків»           |                              |
| 1986 | Визначені журналом «Дерево мудрості»   | Лю Синші                        | 失踪的航线                      | «Відсутній маршрут»                                  |                              |
| 1986 | Визначені журналом «Дерево мудрості»   | Хун Мей                         | 绿色狂想曲                      | «Зелена рапсодія»                                    |                              |
| 1986 | Визначені журналом «Дерево мудрості»   | Хуан Женцзюнь                   | 恶梦                            | «Кошмар»                                             |                              |
| 1989 | Перша премія                           | Тан Сяоке                       | 在时间的铅幕后面                | «За лідером часу»                                    |                              |
| 1991 | Перша премія                           | Тан Лі                          | 太空修道院                      | «Космічний монастир»                                 |                              |
| 1992 | першу премію не присуджували           | першу премію не присуджували    | першу премію не присуджували    | першу премію не присуджували                         | першу премію не присуджували |
| 1993 | Перша премія                           | Ван Цзінькан                    | 亚当回归                        | «Регресія Адама»                                     |                              |
| 1994 | Велика премія                          | Ван Цзінькан                    | 天火                            | «Небесний вогонь»                                    |                              |
| 1994 | Перша премія                           | Хе Хунвей                       | 平行                            | «Паралель»                                           |                              |
| 1994 | Перша премія                           | Сінхе                           | 朝圣                            | «Паломництво»                                        |                              |
| 1995 | Велика премія                          | Ван Цзінькан                    | 生命之歌                        | «Пісня життя»                                        |                              |
| 1995 | Перша премія                           | У Янь                           | 沧桑                            | «Мінливості долі»                                    |                              |
| 1995 | Перша премія                           | Хань Цзянґо                     | 泪洒鄱阳湖                      | «Сльози озера Поян»                                  |                              |
| 1996 | Велика премія                          | Сінхе                           | 决斗在网络                      | «Дуель в інтернеті»                                  |                              |
| 1996 | Перша премія                           | Ван Цзінькан                    | 西奈噩梦                        | «Синайський кошмар»                                  |                              |
| 1996 | Перша премія                           | Су Сюедзюнь                     | 火星尘暴                        | «Марсіанський пиловий шторм»                         |                              |
| 1997 | Велика премія                          | Лу Ян                           | 黑洞之吻                        | «Поцілунок чорної діри»                              |                              |
| 1997 | Перша премія                           | Ван Цзінькан                    | 七重外壳                        | «Сім зовнішніх оболонок»                             |                              |
| 1997 | Перша премія                           | Чжао Хайхун                     | 桦树的眼睛                      | «Очі берез»                                          |                              |
| 1998 | Велика премія                          | Ван Цзінькан                    | 豹                              | «Леопард»                                            |                              |
| 1998 | Перша премія                           | Чжоу Юкунь                      | 会合第十行星                    | «Зустріч з десятою планетой»                         |                              |
| 1998 | Перша премія                           | Лін Чень                        | 猫                              | «Кіт»                                                |                              |
| 1999 | Велика премія                          | Чжао Хайхун                     | 伊俄卡斯达                      | «Йокаста»                                            |                              |
| 1999 | Перша премія                           | Лю Цисінь                       | 带上她的眼睛                    | «З її очами»                                         |                              |
| 1999 | Перша премія                           | Хе Хунвей                       | 异域                            | «Екзотична країна»                                   |                              |
| 2000 | Велика премія                          | Лю Цисінь                       | 流浪地球                        | «Блукаюча Земля»                                     |                              |
| 2000 | Перша премія                           | Лі Сінчунь                      | 橱窗里的荷兰赌徒                | «Голландський гравець у вікні»                       |                              |
| 2000 | Перша премія                           | Хе Сі                           | 爱别离                          | «Любов не розділена»                                 |                              |
| 2001 | Премія «Галактика»                     | Лю Цисінь                       | 全频带阻塞干扰                  | «Всечастотне електронне блокування»                  |                              |
| 2001 | Премія «Галактика»                     | Ван Цзінькан                    | 替天行道                        | «Професія зміни дня»                                 |                              |
| 2001 | Премія «Галактика»                     | Пан Хайтянь                     | 大角，快跑                      | «Звук клаксона, швидкий відступ»                     |                              |
| 2001 | Премія «Галактика»                     | Чжао Хайхун                     | 蜕                              | «Линька»                                             |                              |
| 2001 | Премія «Галактика»                     | Ван Янянь                       | 盗墓                            | «Могила»                                             |                              |
| 2002 | Премія «Галактика»                     | Хе Сі                           | 六道众生                        | «Шестеро людей»                                      |                              |
| 2002 | Премія «Галактика»                     | Лю Цисінь                       | 中国太阳                        | «Китайське сонце»                                    |                              |
| 2002 | Премія «Галактика»                     | Ван Цзінькан                    | 水星播种                        | «Меркурій сідає»                                     |                              |
| 2002 | Премія «Галактика»                     | Ма Ї                            | 马姨                            | «Коктейль Космос»                                    |                              |
| 2002 | Премія «Галактика»                     | Ян Мей                          | 马姨                            | «Сонячний тиск»                                      |                              |
| 2003 | Премія «Галактика»                     | Хе Сі                           | 伤心者                          | «Смуток»                                             |                              |
| 2003 | Премія «Галактика»                     | Лю Цисінь                       | 地球大炮                        | «Земна гармата»                                      |                              |
| 2003 | Найкращий дебютант                     | Ло Лунсян                       | 寄生之魔                        | «Паразитичний диявол»                                |                              |
| 2003 | Найкращий дебютант                     | Ла Ла                           | 春日泽·云梦山·仲昆              | «Весна Сонячна весна·гора Юнь Мен· Старші брати»     |                              |
| 2004 | Премія «Галактика»                     | Лю Цисінь                       | 镜子                            | «Дзеркало»                                           |                              |
| 2004 | Премія «Галактика»                     | Ся Цзя                          | 关妖精的瓶子                    | «Демон у пляшці»                                     |                              |
| 2004 | Спеціальна премія                      | Цянь Ліфан                      | 天 意                           | «Бог»                                                |                              |
| 2004 | Найпопулярніший іноземний фантаст      | Лоїс Макмастер Буджолд          |                                 |                                                      |                              |
| 2005 | Премія «Галактика»                     | Лю Цисінь                       | 赡养人类                        | «Зарплатня людства»                                  |                              |
| 2005 | Премія «Галактика»                     | Хе Сі                           | 天生我材                        | «Талант від народження»                              |                              |
| 2005 | Найкращий дебютант                     | Сє Юньнін                       | 深度撞击                        | «Глибокий вплив»                                     |                              |
| 2005 | Найпопулярніший іноземний фантаст      | Дуглас Адамс                    |                                 |                                                      |                              |
| 2006 | Спеціальна премія                      | Лю Цисінь                       | 三体                            | «Три тіла»                                           |                              |
| 2006 | Видатне досягнення                     | Ван Цзінькан                    | 终极爆炸                        | «Остаточний вибух»                                   |                              |
| 2006 | Видатне досягнення                     | Чан Цзя                         | 昆仑                            | «Куньлунь»                                           |                              |
| 2006 | Найпопулярніший іноземний фантаст      | Роберт Соєр                     |                                 |                                                      |                              |
| 2007 | Премія розділу наукової фантастики     | Ла Ла                           | 永不消失的电波                  | «Вічна електрична хвиля»                             |                              |
| 2007 | Премія розділу наукової фантастики     | Чан Цзя                         | 674号公路                       | «Шосе 674»                                           |                              |
| 2007 | Премія розділу наукової фантастики     | Ло Лунсян                       | 在他乡                          | «В дивній країні»                                    |                              |
| 2007 | Найпопулярніший іноземний фантаст      | Ніл Ґейман                      |                                 |                                                      |                              |
| 2007 | Найкращий роман-фентезі                | премію за роман не присуджували | премію за роман не присуджували | премію за роман не присуджували                      |                              |
| 2007 | Найкраща повість-фентезі               | Сяо Лан                         | 我是一只猫精Ⅱ                   |                                                      |                              |
| 2007 | Найкраще оповідання-фенетезі           | Бен Шаоє                        | “江湖异闻录”系列                | «Ріки та озера»                                      |                              |
| 2008 | Видатне досягнення                     | Чан Цзя                         | 扶桑之伤                        | «Рана Фусана»                                        |                              |
| 2008 | Премія розділу наукової фантастики     | Ся Цзя                          | 永夏之梦                        | «Мрія про Юнься»                                     |                              |
| 2008 | Премія розділу наукової фантастики     | Ван Цзінькан                    | 活着                            | «Живий контакт»                                      |                              |
| 2008 | Найпопулярніший іноземний фантаст      | Ніл Ґейман                      |                                 |                                                      |                              |
| 2008 | Найкращий роман-фентезі                | Ян Лейшен                       | 天行健·创世纪                   | «Небеса Синьцзянь»                                   |                              |
| 2008 | Найкраща повість-фентезі               | Пяо Ден                         | 天下第一关                      | «Перший рівень у світі»                              |                              |
| 2008 | Найкраще оповідання-фенетезі           | 井上三尺                        | 红绡                            |                                                      |                              |
| 2009 | Видатне досягнення                     | Цзян Бо                         | 时空追缉                        | «Гонка в часі й просторі»                            |                              |
| 2009 | Премія розділу наукової фантастики     | Ван Цзінкан                     | 有关时空旅行的马龙定律          | «Закон Марлона про подорож у просторі-часі»          |                              |
| 2009 | Премія розділу наукової фантастики     | Хе Сі                           | 十亿年后的来客                  | «Мандрівник з майбутнього за мільярд років»          |                              |
| 2009 | Найпопулярніший іноземний фантаст      | Джордж Мартін                   |                                 |                                                      |                              |
| 2009 | Найкращий роман-фентезі                | ShakeSpace                      | 大炼金时代                      | «Велика ера алхімії»                                 |                              |
| 2009 | Найкраща повість-фентезі               | Байлі У Сюй                     | 红龙                            | «Червоний дракон»                                    |                              |
| 2009 | Найкраще оповідання-фенетезі           | Дунхай Луннюй                   | 游仙记                          |                                                      |                              |
| 2010 | Спеціальна премія                      | Лю Цисінь                       | 死神永生                        | «Вічне життя Смерті»                                 |                              |
| 2010 | Видатне досягнення                     | Хе Сі                           | 人生不相见                      | «Ознак життя немає»                                  |                              |
| 2010 | Премія розділу наукової фантастики     | Ван Цзінькан                    | 百年守望                        | «Сторічний годинник»                                 |                              |
| 2010 | Премія розділу наукової фантастики     | Ся Цзя                          | 百鬼夜行街                      | «Привиди нічних вулиць»                              |                              |
| 2010 | Найпопулярніший іноземний фантаст      | Джордж Мартін                   |                                 |                                                      |                              |
| 2010 | Найкращий роман-фентезі                | Ї Бєдзін                        | 烟花救赎下的影子信              |                                                      |                              |
| 2010 | Найкраща повість-фентезі               | Ґонцзи Му                       | 异能培训                        | «Силова підготовка»                                  |                              |
| 2010 | Найкраще оповідання-фенетезі           | Бен Шаоє                        | 阁楼上的天光猫                  | «Кішка у вікні на горищі»                            |                              |
| 2011 | Спеціальна премія                      | Ван Цзінькан                    | 与吾同在                        | «Ми, разом»                                          |                              |
| 2011 | Премія розділу наукової фантастики     | Чень Цюфань                     | 无尽的告别                      | «Нескінченне прощання»                               |                              |
| 2011 | Премія розділу наукової фантастики     | Їн Кемі                         | 雷峰塔                          | «Башта Лейфен»                                       |                              |
| 2011 | Премія розділу наукової фантастики     | Лю Шуйцін                       | 第九站的诗人                    | «Поет дев'ятого ступеня»                             |                              |
| 2011 | Найпопулярніший іноземний фантаст      | Паоло Бачигалупі                |                                 |                                                      |                              |
| 2011 | Найкращий роман-фентезі                | Ян Лейшен                       | 地火明夷                        | «Вогнена земля»                                      |                              |
| 2011 | Найкраща повість-фентезі               | Цю Тун                          | 凯威莱城堡                      | «Замок Кевейлай»                                     |                              |
| 2011 | Найкраще оповідання-фенетезі           | Цзін Тяньцзе                    | 狂奔如斯                        | «Роби так»                                           |                              |
| 2012 | Видатне досягнення                     | Чжан Жань                       | 以太                            | «Ефір»                                               |                              |
| 2012 | Високе досягнення                      | Хе Сі                           | 汪洋战争                        | «Війна на морі»                                      |                              |
| 2012 | Високе досягнення                      | Бао Шу                          | 在冥王星上我们坐下来观看        | «На Плутоні ми сидимо і дивимося»                    |                              |
| 2012 | Найпопулярніший іноземний фантаст      | Девід Брін                      |                                 |                                                      |                              |
| 2013 | Найкращий роман                        | Ван Цзінькан                    | 逃出母宇宙                      | «Втеча з Матінки-Всесвіту»                           |                              |
| 2013 | Найкраща повість                       | Чжан Жань                       | 起风之城                        | «Вітряне місто»                                      |                              |
| 2013 | Найкраще оповідання                    | Цзян Бо                         | 梦醒黄昏                        | «Прокинься в сутінках»                               |                              |
| 2013 | Найкраще оповідання                    | А Цюе                           | 收割童年                        | «Повторне дитинство»                                 |                              |
| 2013 | Найкраще оповідання                    | Хань Сун                        | 老年时代                        | «Старість»                                           |                              |
| 2013 | Найпопулярніший іноземний фантаст      | Кен Лю                          | 人生百味 пер. All the Flavors   | «Смак життя»                                         |                              |
| 2013 | Найкращий дебютант                     | Чень Цзиюнь                     | 海市蜃楼 、爱尔克的灯光         | «Міраж», «Вогні Ерке»                                |                              |
| 2013 | Найкращий переклад                     | Ху Шу                           | 女巫复仇记                      | «Помста відьми»                                      |                              |
| 2014 | Найкращий роман                        | не присуджували                 |                                 |                                                      |                              |
| 2014 | Найкраща повість                       | Чжао Жань                       | 大饥之年                        | «Роки голоду»                                        |                              |
| 2014 | Найкраща повість                       | Бао Шу                          | 人人都爱查尔斯                  | «Всі люблять Чарлі»                                  |                              |
| 2014 | Найкраще оповідання                    | У Янь                           | 打印一个新地球                  | «Друк нової Землі»                                   |                              |
| 2014 | Найкраще оповідання                    | Ґуй Ґун'юй                      | 金陵十二区                      | «12-й район Цзіньліна»                               |                              |
| 2014 | Найкраще оповідання                    | Чень Цзиюнь                     | 卡文迪许陷阱                    | «Пастка Кавендіша»                                   |                              |
| 2014 | Найпопулярніший іноземний фантаст      | Кен Лю                          |                                 |                                                      |                              |
| 2014 | Спеціальна премія за видатні заслуги   | Лю Цисінь                       |                                 |                                                      |                              |
| 2015 | Найкращий роман                        | Хе Сі                           | 天年                            | «Рік долі»                                           |                              |
| 2015 | Найкраща повість                       | Чжан Жань                       | 太阳坠落之时                    | «Коли заходить сонце»                                |                              |
| 2015 | Найкраща повість                       | Цзян Бо                         | 机器之道                        | «Шлях машин»                                         |                              |
| 2015 | Найкраще оповідання                    | Ся Цзя                          | 晚安忧郁                        | «Добраніч, меланхолія»                               |                              |
| 2015 | Найкраще оповідання                    | Чень Цюфань                     | 巴鳞                            | «Балін»                                              |                              |
| 2015 | Найкраще оповідання                    | Цюаньжу Сяоцзє                  | 应许之子                        | «Обіцяний син»                                       |                              |
| 2015 | Найкращий дебютант                     | Цюаньжу Сяоцзє                  |                                 |                                                      |                              |
| 2015 | Найкращий перекладач                   | Сунь Цзя                        |                                 |                                                      |                              |
| 2015 | Найпопулярніший іноземний фантаст      | Грег Беар                       |                                 |                                                      |                              |
| 2015 | Спеціальна премія за видатні заслуги   | Ян Сяо                          |                                 |                                                      |                              |
| 2015 | Спеціальна премія за видатні заслуги   | Тан Кай                         |                                 |                                                      |                              |
| 2016 | Найкращий роман                        | Цзян Бо                         | 银河之心Ⅲ·逐影追光              | «Серце Галактики III: переслідування тіні та світла» |                              |
| 2016 | Найкраща повість                       | Чень Цзиюнь                     | 闪耀                            | «Сяйво»                                              |                              |
| 2016 | Найкраща повість                       | Цюаньжу Сяоцзє                  | 电魂                            | «Електрична душа»                                    |                              |
| 2016 | Найкраще оповідання                    | Хе Сі                           | 浮生                            | «Життя»                                              |                              |
| 2016 | Найкраще оповідання                    | Ся Цзя                          | 铁月亮                          | «Залізний місяць»                                    |                              |
| 2016 | Найкраще оповідання                    | Ґу Ши                           | 莫比乌斯时空                    | «Простір Мебіуса»                                    |                              |
| 2016 | Найкращий дебютант                     | Тай Ї                           |                                 |                                                      |                              |
| 2016 | Найпопулярніший іноземний фантаст      | Майк Резнік                     |                                 |                                                      |                              |
| 2016 | Найкраща публікація в інтернеті        | Сюй Юньбо                       | 重生之超级战舰                  | «Відродження: Суперкрейсер»                          |                              |